# Fehércsíkos ökörszem
A fehércsíkos ökörszem (Microcerculus bambla) a madarak osztályának verébalakúak (Passeriformes) rendjébe és az ökörszemfélék (Troglodytidae) családjába tartozó faj.
A magyar név forrással nincs megerősítve.

## Előfordulása
Brazília, Francia Guyana, Guyana, Peru, Suriname és Venezuela területén honos.  
A természetes élőhelye szubtrópusi és trópusi síkvidéki esőerdő.

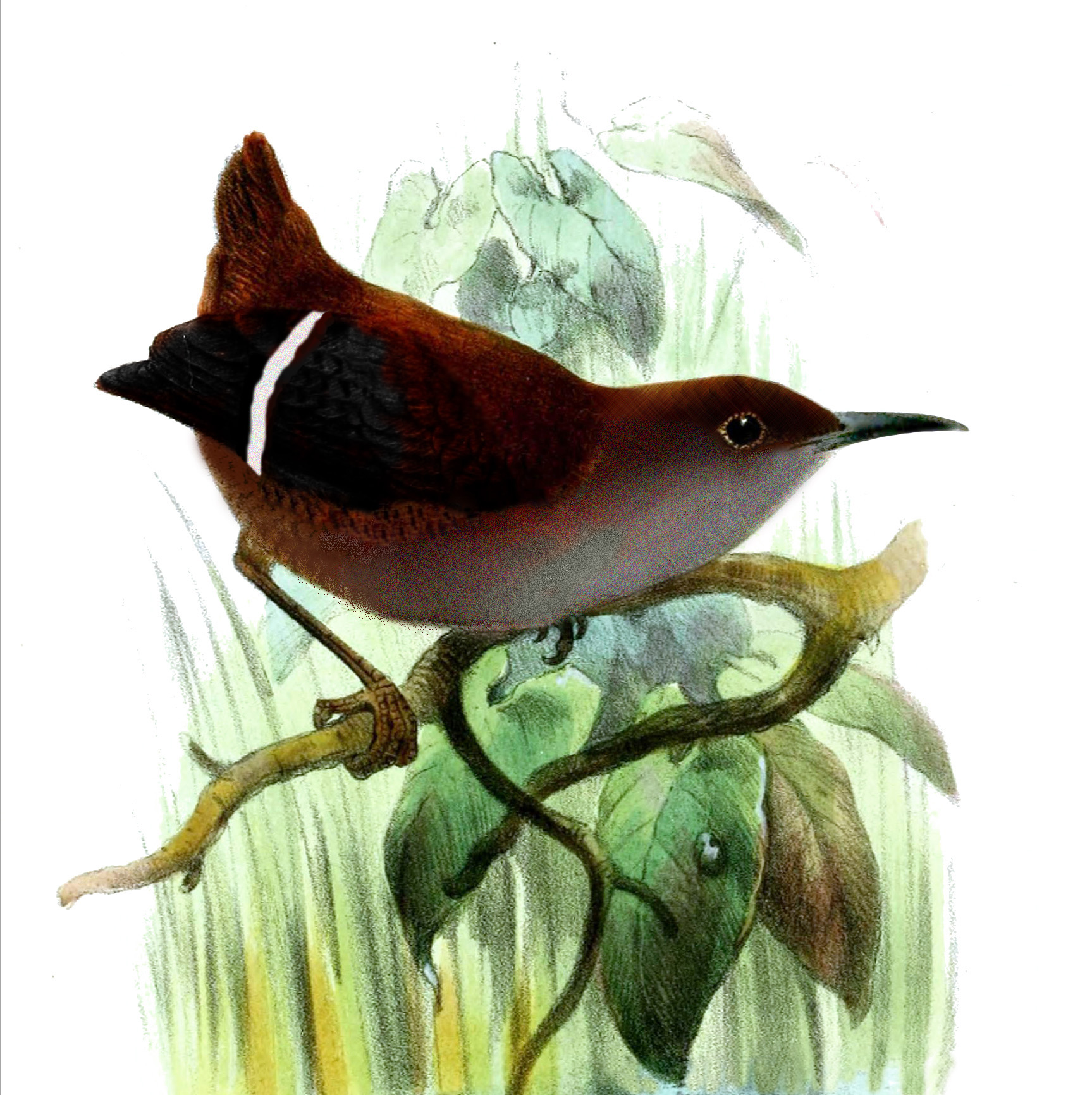

## Megjelenése
- Microcerculus bambla bambla (Boddaert, 1783)
- Microcerculus bambla caurensis Berlepsch & Hartert, 1902
- Microcerculus bambla albigularis (P. L. Sclater, 1858)